# Мангетті (національний парк)
Мангетті — національний парк, розташований на півночі Намібії. Засновано у 2008 р. з площею 420 км2.